# Aldeia do Mato e Souto
Aldeia do Mato e Souto (oficialmente: União das Freguesias de Aldeia do Mato e Souto) é uma freguesia portuguesa do município de Abrantes, com 44,77 km² de área e 676 habitantes (censo de 2021). A sua densidade populacional é 15,1 hab./km².

## História
Foi constituída em 2013, no âmbito de uma reforma administrativa nacional, pela agregação das antigas freguesias de Aldeia do Mato e Souto com sede em Aldeia do Mato.

## Demografia
A população registada nos censos foi:
| Distribuição da População por Grupos Etários | Distribuição da População por Grupos Etários | Distribuição da População por Grupos Etários | Distribuição da População por Grupos Etários | Distribuição da População por Grupos Etários | Distribuição da População por Grupos Etários |
| -------------------------------------------- | -------------------------------------------- | -------------------------------------------- | -------------------------------------------- | -------------------------------------------- | -------------------------------------------- |
| Antes da agregação                           |                                              |                                              |                                              |                                              |                                              |
| Ano                                          | 0-14 anos                                    | 15-24 anos                                   | 25-64 anos                                   | >= 65 anos                                   | Total                                        |
| 2001                                         | 91                                           | 107                                          | 506                                          | 423                                          | 1127                                         |
| 2011                                         | 57                                           | 52                                           | 365                                          | 385                                          | 859                                          |
| Após a agregação                             |                                              |                                              |                                              |                                              |                                              |
| Ano                                          | 0-14 anos                                    | 15-24 anos                                   | 25-64 anos                                   | >= 65 anos                                   | Total                                        |
| 2021                                         | 41                                           | 42                                           | 283                                          | 310                                          | 676                                          |